# Анджей Сосновський
Анджей Сосновський (пол. Andrzej Sosnowski; нар. 29 травня 1959 року, Варшава) — польський поет, есеїст та перекладач.

## Життя та творчість
Анджей Сосновський закінчив факультет англійської філології Варшавського університету. Зараз працює на кафедрі американської літератури. Сосновський є членом Асоціації польських письменників та лауреатом численних літературних премій, в тому числі щомісячника «Odra», член редакції польського журналу «Literatura na świecie», премій фонду імені Косцельських та Вроцлавської поетичної премії Silesius (2008), лауреат нагороди ім. Казимири Іллаковічувни за найкращий дебют 1992 року.
Письменник видав 9 томів віршів та 2 томи прози. Вдалі метафори та непересічні образи зробили його відомим польським поетом та улюбленцем критиків, на думку яких, твори автора являють собою унікальне явище в сучасній польській літературі.

## Збірки поезій
- Życie na Korei, Warszawa: Przedświt, 1992
- Dom bez kantów (House Without Corners, Chicago: The Movable Feast Press, 1992 (z Tadeuszem Piórą i Kubą Koziołem).
- Sezon na Helu, Lublin: Stowarzyszenie Literackie «Kresy», 1994
- Oceany, Wrocław: Pomona, 1996
- Stancje, Lublin: Stowarzyszenie Literackie «Kresy», 1997
- Cover, Legnica: Centrum Sztuki – Teatr Dramatyczny, 1997
- Zoom Kraków: Wydawnictwo Zielona Sowa, 2000
- Wiersze, Legnica: Biuro Literackie, 2001 (wiersze wybrane)
- Taxi, Legnica: Biuro Literackie 2003
- Gdzie koniec tęczy nie dotyka ziemi, Wrocław: Biuro Literackie 2005
- Dożynki, Wrocław: Biuro Literackie 2006
- Po Tęczy, Wrocław: Biuro Literackie 2007
- Dla tej ciemnej miłości dzikiego gatunku Poznań: WBPiCAK 2008 (wybór wierszy)
- Poems, Wrocław: Biuro Literackie 2010
- Sylwetki i cienie, Wrocław: Biuro Literackie 2012

## Проза
- Nouvelles impressions d'Amerique, Warszawa: Przedświt 1994
- Konwój. Opera, Wrocław: Pomona, 1998

## Переклади
Анджей Сосновський переклав і перекладає польською твори американців Джона Ешбі, Езри Паунда, Елізабет Бішоп, Рональда Фербенка та інших.
- John Ashbery No i wiesz, Warszawa–Duszniki Zdrój 1993 (razem z Piotrem Sommerem i Bohdanem Zadurą)
- Ronald Firbank Zdeptany kwiatuszek, Warszawa: PIW 1998
- Jane Bowles Dwie poważne damy, Warszawa: PIW 2005